# Židovský způsob pohřbívání

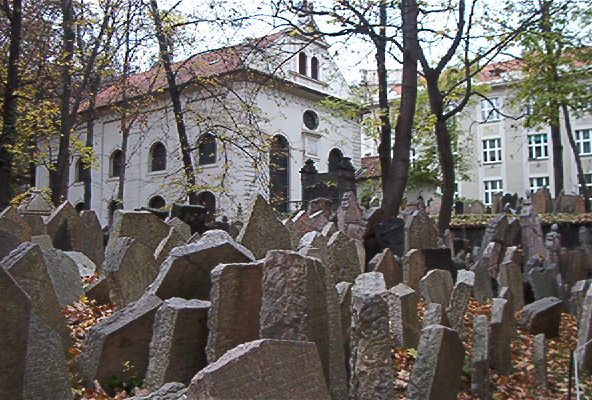
Starý židovský hřbitov v pražském Josefově

Židovský pohřeb (hebrejsky קבורה‎, kvura) je podobně jako v jiných náboženstvích rituál, který slouží k poslednímu a důstojnému rozloučení se zesnulým, a to podle náboženských pravidel a předpisů (halacha).

## Před smrtí
Tradice judaismu učí, že nemocný člověk nemá být v nemoci a ve smrti sám. O to se starají bližní nemocného, nebo tradičně pohřební bratrstvo, aramejsky חברא קדישא‎, chevra kadiša, celým názvem pak חברא קדישא דגומלי חסדים‎, chevra kadiša de-gomlej chasadim (Svaté bratrstvo těch, kteří konají skutky milosrdenství), které pomáhá potřebnému jak duchovně, tak prakticky. Pokud je úmrtí nemocného nevyhnutelné, pohřební bratrstvo zůstává stále při něm. Velmi důležitou úlohou bratrstva je vyslechnout doznání hříchů umírajícího (viduj), který poté jako svá poslední slova pronáší vyznání víry Šema Jisra'el.

## Příprava na pohřeb

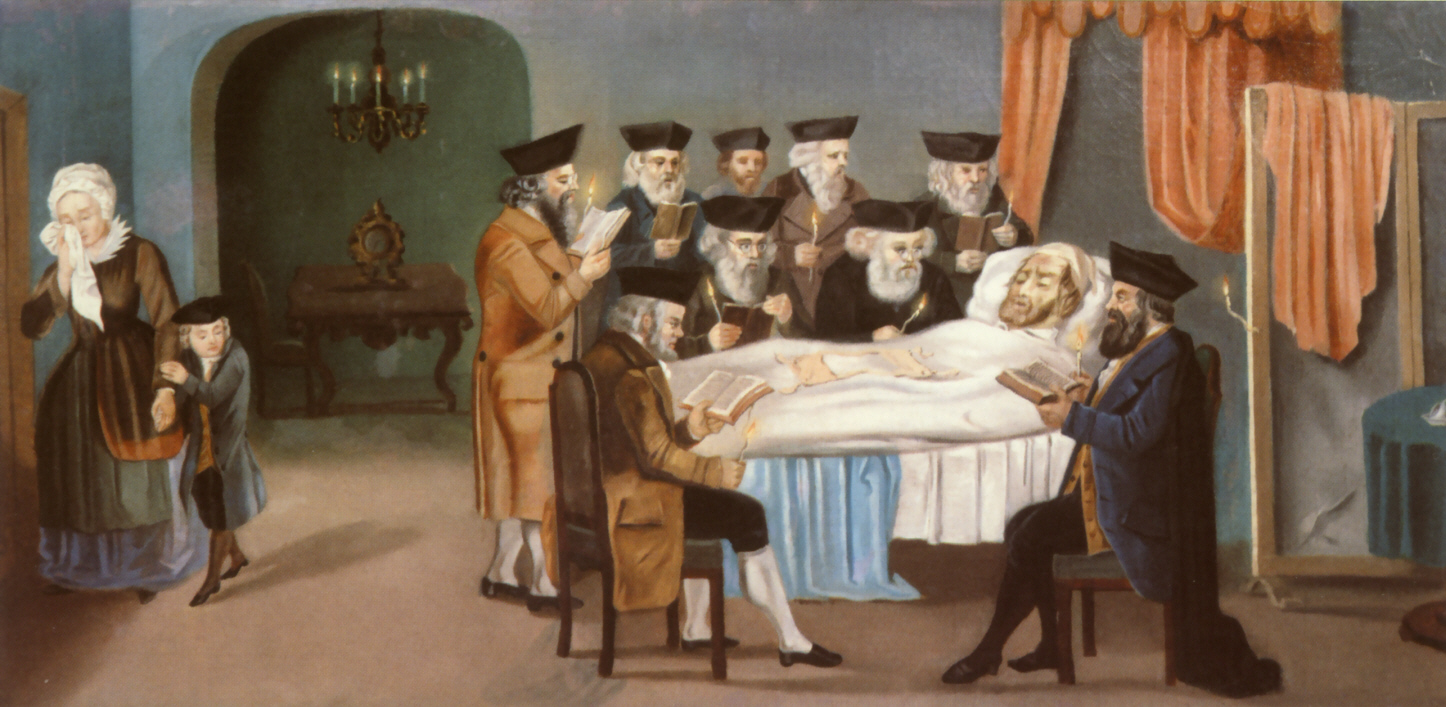
Členové pražského Pohřebního bratrstva se modlí za umírajícího, kolem roku 1772

Když člověk zemře, je zvykem položit jeho tělo na zem, přikrýt plachtou a u jeho hlavy mu zapálit svíci. Když členové bratrstva oznámí úmrtí, je jejich úkol vykopat hrob a vyrobit rakev z nehoblovaných prken. Nastává chvíle, kdy bratrstvo omývá zemřelého, tato fáze se nazývá טהרה‎, tahara (očištění). Platí zásada, že omývání muže přísluší pouze mužům a omývání ženy jen ženám. Tuto fázi doprovází modlitba seskládaná z biblických veršů. K omývání je používána teplá voda.
Poté je mrtvý oblečen do zvláštních kalhot, košile, ponožek, čepice, rubáše (kitl) a pásku. Veškeré oblečení se souhrnně nazývá tachrichin a je zhotoveno z bílého plátna.
Muži mají na sobě navíc talit, ze kterého byl ale předtím odvázán jeden z pramenů cicit a talit je tak neplatný. Judaismus určuje, že se do rakve nesmí vkládat šperky ani květiny a nesmí být patrný rozdíl mezi bohatým a chudým, a tak mají všichni pohřbení bez výjimky stejné oblečení, ze stejného důvodu se nehoblují prkna, z kterých se vyrábí rakev.
| Židé a judaismus |
| Židé • Judaismus • Kdo je Žid |
| Ortodoxní • Konzervativní (Masorti) Progresivní (Reformní - Liberální) • Ultraortodoxní Samaritáni • Falašové • Karaité                                                                                            |
| Etnické skupiny a jazyky |
| Aškenázové • Sefardové • Mizrachim Hebrejština • Jidiš • Ladino • Ge'ez • Buchori |
| Populace (vývoj) |
| Evropa • Amerika • Asie • Afrika • Austrálie |
| Náboženství |
| Bůh • Principy víry • Boží jména 613 micvot • Halacha • Noachidské zákony Mesiáš • Eschatologie |
| Židovské myšlení, filosofie a etika |
| Židovská filosofie Cdaka • Musar • Vyvolenost Chasidismus • Kabala • Haskala |
| Náboženské texty |
| Tóra • Tanach • Mišna • Talmud • Midraš Tosefta • Mišne Tora • Šulchan aruch Sidur • Machzor • Pijut • Zohar |
| Životní cyklus, tradice a zvyky |
| Obřízka • Pidjon ha-ben • Simchat bat • Bar micva Šiduch • Svatba • Ketuba • Rozvod (Get) • Pohřeb Kašrut • Židovský kalendář • Židovské svátky Talit • Tfilin • Cicit • Kipa Mezuza • Menora • Šofar • Sefer Tora |
| Významné postavy židovství |
| Abrahám • Izák • Jákob • Mojžíš Šalomoun • David • Elijáš • Áron Maimonides • Nachmanides • Raši Ba'al Šem Tov • Ga'on z Vilna • Maharal                                                                           |
| Náboženské budovy a instituce |
| Chrám • Synagoga • Ješiva • Bejt midraš Rabín • Chazan • Dajan • Ga'on Kohen (kněz) • Mašgiach • Gabaj • Šochet Mohel • Bejt din • Roš ješiva                                                                      |
| Židovská liturgie |
| Šema • Amida • Kadiš Minhag • Minjan • Nosach Šacharit • Mincha • Ma'ariv • Musaf |
| Dějiny Židů |
| starověk • středověk • novověk |
| Blízká témata |
| Antisemitismus • Gój • Holocaust • Izrael Filosemitismus • Sionismus Abrahámovská náboženství |
| z • d • e |

## Pohřeb
Podle židovského zákona má být pohřeb nejlépe ještě ten den, kdy dojde k úmrtí, a tak pohřeb začíná obvykle hned po přípravě. Dalším zvykem je, že si blízcí příbuzní ještě před obřadem natrhnou oblečení jako výraz smutku, což je starý zvyk pocházející ještě z orientu. První část pohřbu je nazvána צידוק הדין‎, ciduk ha-din (ospravedlnění soudu), při které chazan zpívá modlitbu jakožto uznání Boží spravedlnosti a smíření se s jeho soudem. Poté následuje smuteční řeč - הספד‎, hesped, kterou pronáší rabín.
Pak se seřadí průvod - hodnostář pohřebního bratrstva s pokladničkou na milodary jde jako první, za ním nejbližší příbuzní zemřelého, po nich máry, dále představenstvo bratrstva a rabín a po nich následují ostatní zúčastnění, nejdříve muži a až poslední ženy. Toto uspořádání platilo spíše v minulosti, dnes většinou chodí muži a ženy dohromady. Při cestě ke hrobu chazan sedmkrát přednese žalm 91. Když je rakev spuštěna do hrobu, každý z přítomných na ni vysype tři lopatky hlíny. Poslední fáze obřadu se odehrává v synagoze, výjimečně u hrobu. Zúčastnění se nejdříve modlí žalm 49, pak některý z mužských příbuzných předříkává modlitbu Kadiš. Při odchodu si všichni rituálně umyjí ruce a tradicí je, že přátelé zvou pozůstalé na hostinu útěchy.

## Období smutku
Pro nejbližší příbuzné platí, že by prvních sedm dní neměli vůbec vycházet z domu ani pracovat a měli by sedět na zemi nebo na nízkých stoličkách. Tento týden největšího smutku se nazývá שיבע‎ šiva. Poté následuje etapa, které se říká שלושים‎ šlošim (dosl. třicet), trvá třicet dní (včetně šivy) a podmínky zachování zármutku jsou při ní o něco mírnější než při prvním období. Pokud ale zemře rodič, manžel či manželka, trvá období největšího smutku celý rok.
Jedenáct měsíců po pohřbu pozůstalý říká při bohoslužbách קדיש יתום Kadiš jatom - Kadiš sirotků. Každý rok je také zvykem zapalovat vzpomínkovou svíci na výročí smrti (v jidiš יאָרצײַט‎, jorcajt). Svíce má hořet celých 24 hodin. V průběhu roku se vyjadřuje ještě několikrát úcta zemřelým, o posledních dnech poutních svátků, o Jom kipur a Roš ha-šana a o postních dnech.

## Náhrobek
Dvanáct měsíců po obřadu se vztyčuje na hrobu náhrobek (hebrejsky מצבה‎, maceva). V aškenázských komunitách je tradice, že se náhrobek vztyčuje u nohou zesnulého, v sefardských naopak u hlavy. V některých komunitách je zvykem vztyčovat náhrobní kámen dříve, např. po uplynutí sedmi nebo třiceti dní. Vztyčování náhrobku se odkládá, pokud by mělo připadnout na sváteční dny.

Náhrobek měl v průběhu dějin různé podoby, od prostých stél až po výstavné tumby. Ve středověku bylo zvykem psát na náhrobek texty týkající se života zesnulého a vyzdvihovat jeho zásluhy, v moderní době se od této praxe upouští a náhrobek tak většinou nese pouze jméno a data narození a skonu. Jediným prvkem, který zůstal od středověku zachován, je tzv. תנצב״ה, tanceva, nazvaná podle úvodních písmen (akrostichu) slov תהא נשמתו (נשמתה) צרורה בצרור החיים‎ Tehe nišmato (nišmatah) crura bi-cror ha-chajim (nechť je jeho/její duše připojena ke svazku živých).